# Vanmanenia duci
Vanmanenia duci — вид коропоподібних риб родини Gastromyzontidae. Описаний у 2024 році.

## Назва
Видова назва duci вшановує в'єтнамського іхтіолога професора Нгуєна Хуу Дука, який все своє життя присвятив вивченню прісноводних риб у В'єтнамі.

## Поширення
Ендемік В'єтнаму. Цей вид зустрічається в басейні річок Хонгха та Бангзянг.

## Опис
Дрібна риба, завдовжки до 46 мм. Тіло коричневого кольору. Має широку середню чорну смугу, що тягнеться від голови до основи хвостового стебла. Чорна пунктирна смуга тягнеться від основи грудного плавника до заднього кінця анального плавника. Нижня губа з трьома великими сосочками; серединна ширша двох бічних. Ростральна складка розділена на три трикутні часточки однакового розміру. Чітка чорна крапка біля основи черевних і грудних плавників і м'ясистий чорний виступ біля основи тазових плавців.